# Panjunan (Sukodono)
Panjunan is een bestuurslaag in het regentschap Sidoarjo van de provincie Oost-Java, Indonesië. Panjunan telt 3808 inwoners (volkstelling 2010).